# Beomeosa

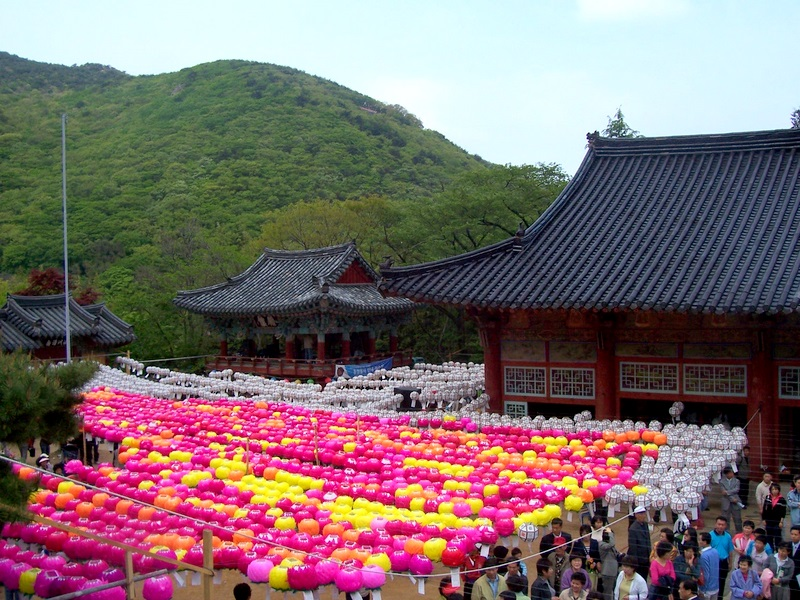
Đền Beomoesa

Beomeosa là một ngôi chùa tại Busan, Hàn Quốc, được xây dựng trên sườn ngọn núi Geumjeongsan. Beomeosa là một trong những ngôi chùa quan trọng nhất của Triều Tiên. Nó được nhà sư Uisang khởi công xây dựng vào năm 678 dưới thời vua Munmu của triều đại Silla. Beomeosa là một trong mười chùa lớn của giáo phái Hwaeom, nhưng về sau đó được đồng hóa với giáo phái Jogye. Dưới thời vương triều Goryeo, chùa mở rộng nhất với hơn 360 phòng và có hơn 1000 nhà sư.
Năm 1592, chùa bị đốt cháy hoàn toàn trong cuộc xâm lược của người Nhật Bản vào Busan. Nó được xây dựng lại năm 1602 nhưng sau đó lại bị thiêu rụi do hỏa hoạn. Năm 1613, chùa lại được xây lại lần nữa. Chính điện (Dae-ungjeon) và cổng ngọ môn (Jogyemun) ngày nay chính là được xây dựng vào năm 1613.

## Hình ảnh

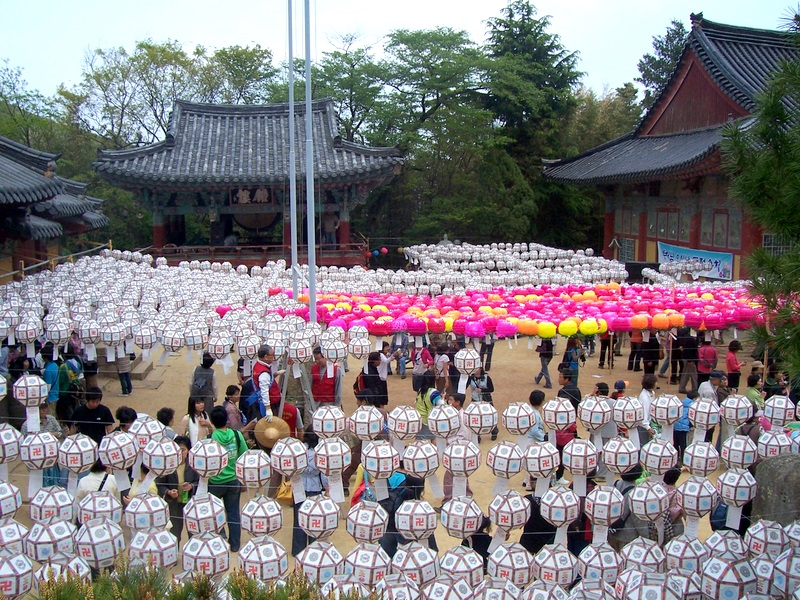
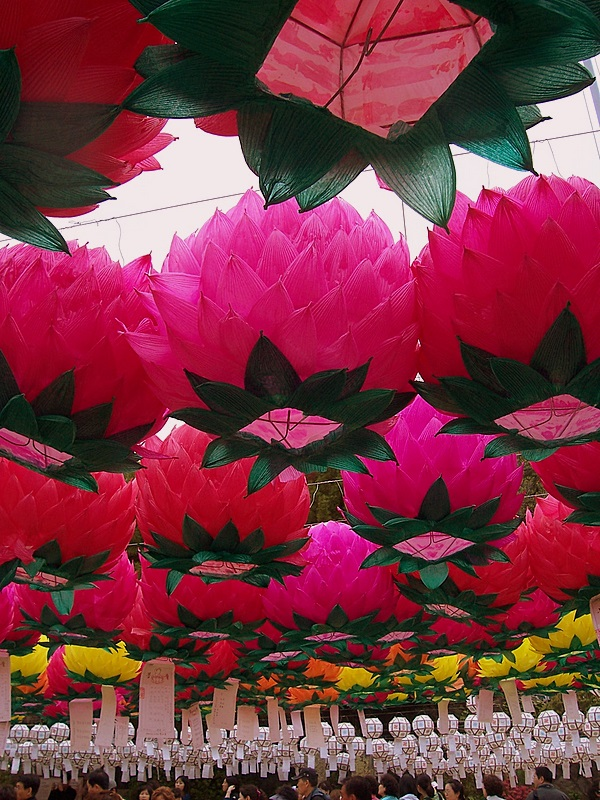
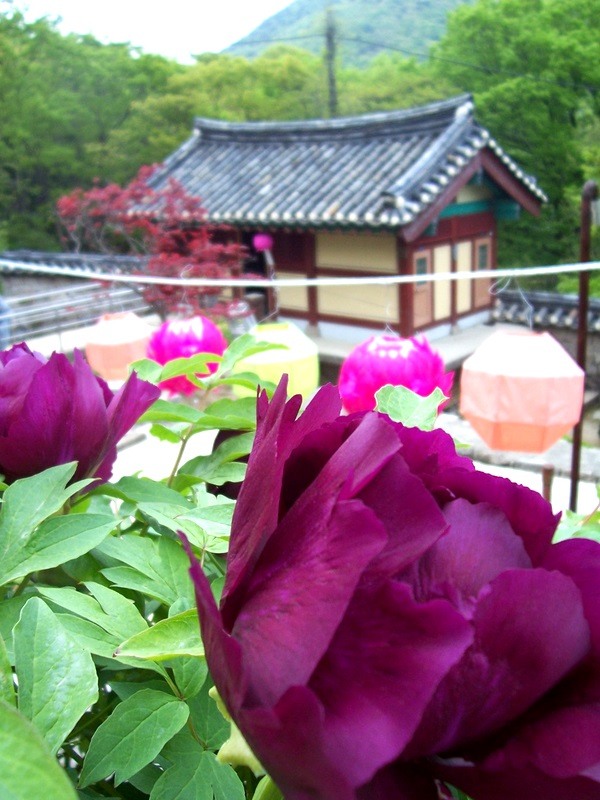
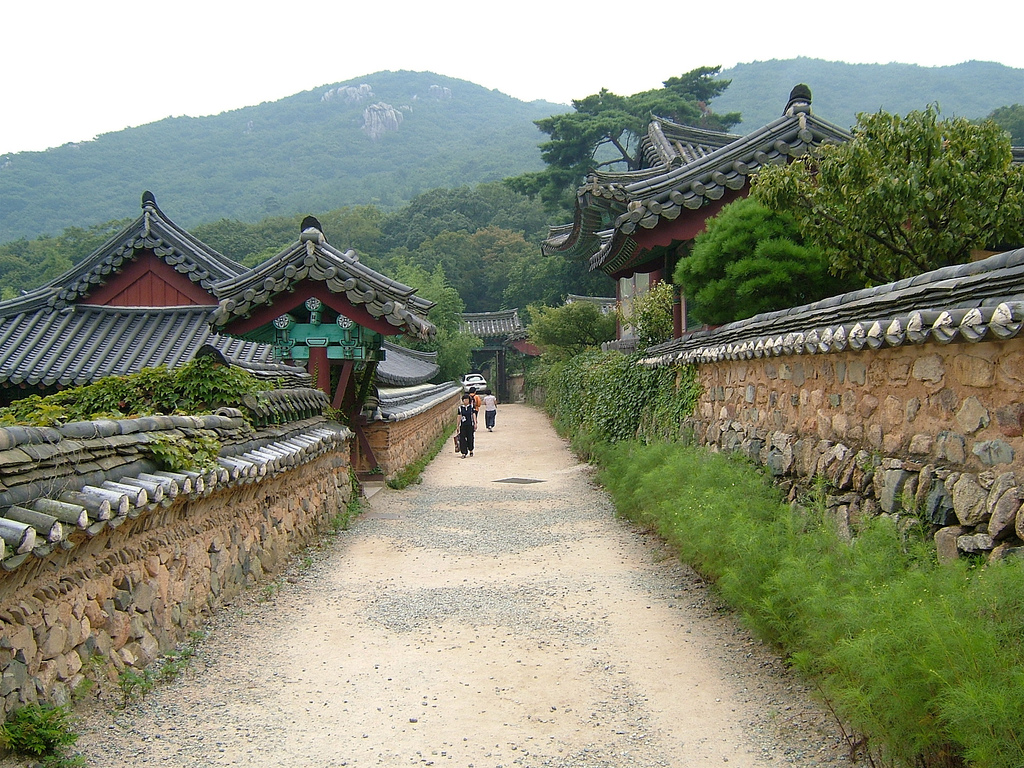